# Луч (Бірський район)
Луч (рос. Луч, башк. Луч) — хутір (у минулому селище) у складі Бірського району Башкортостану, Росія. Входить до складу Старопетровської сільської ради.
Населення — 6 осіб (2010; 6 у 2002).
Національний склад:
- росіяни — 100 %